# Antônio Silvestre
Antônio Carlos Silvestre (Ponta Grossa, 17 de abril de 1961) é um ciclista olímpico brasileiro, atualmente aposentado
Silvestre representou o Brasil nos Jogos Olímpicos de Verão de 1980 e 1988.

## Trajetória esportiva
Começou a pedalar aos 15 anos. Trabalhava em uma fábrica de giz e comprou a primeira bicicleta em prestações. Estudava à noite e treinava após as aulas por conta própria.
A primeira prova de que participou foi em sua cidade natal, Ponta Grossa. Com o tempo, passou a correr provas em Curitiba, até participar de uma seletiva em São Paulo, aos 17 anos. Foi aprovado e passou a representar a equipe da Pirelli.
Esteve nos Jogos Olímpicos de Moscou, em 1980; conquistou medalha de bronze nos Jogos Pan-Americanos de Indianápolis, em 1987, na prova de perseguição por equipe; e, em 1988, participou dos Jogos Olímpicos de Seul.
Foi atleta da equipe Caloi e técnico da Seleção Brasileira de Ciclismo. Atualmente, vive em Austin, no Texas, e trabalha como treinador.

## Palmarés
1982
- Volta a Navarra